# Ramón de Posada y Soto (obraz Francisca Goi)
Ramón de Posada y Soto – obraz olejny hiszpańskiego malarza Francisca Goi. Portret przedstawiający sędziego Ramóna de Posadę y Soto znajduje się w kolekcji Fine Arts Museums of San Francisco i jest eksponowany w budynku Legion of Honor.

## Okoliczności powstania
Lata 90. XVIII wieku były dla Goi okresem transformacji stylistycznej i intensywnej aktywności malarskiej. Obraz powstał w 1794 roku, zaledwie dwa lata po ataku ciężkiej choroby, w wyniku której Goya prawie rok walczył ze śmiercią, paraliżem i ślepotą. Doszedł do zdrowia tylko częściowo, pozostał jednak głuchy do końca życia. Szybko wrócił do pracy, mimo że nadal odczuwał następstwa choroby. Starał się przekonać kręgi artystyczne, że choroba nie osłabiła jego zdolności malarskich, gdyż plotki o jego ułomności mogły poważnie zaszkodzić dalszej karierze. Zaczął pracować nad obrazami gabinetowymi niewielkich rozmiarów, które nie nadwerężały jego fizycznej kondycji. Choroba przerwała także jego cieszącą się powodzeniem pracę portrecisty, do której powrócił z zaostrzonym zmysłem obserwacji, być może spotęgowanym przez utratę słuchu. Goya malował członków rodziny królewskiej, arystokracji, burżuazji, duchownych, polityków, bankierów oraz ludzi związanych z kulturą. Często portretował też swoich przyjaciół z kręgu liberałów i ilustrados.

## Opis obrazu
Do tej ostatniej grupy oświeconych Hiszpanów zainteresowanych reformami społecznymi i sądowniczymi należał Ramón Posada y Soto. Był wybitnym politykiem i sędzią oraz honorowym członkiem Królewskiej Akademii Sztuk Pięknych św. Ferdynanda. Był szwagrem przyjaciela Goi polityka Gaspara Melchora Jovellanosa. Pełniąc obowiązki sędziego kilkakrotnie podróżował do Nowej Hiszpanii. W Meksyku brał udział w założeniu Akademii Sztuk Pięknych św. Karola. Z korespondencji Posady y Soto wiadomo, że w 1794 roku, przebywając w Madrycie, odwiedził Goyę w jego warsztacie. Jako miłośnik sztuki chciał poznać malarza, a także obejrzeć postępy w pracy nad obrazem zamówionym u niego przez meksykańską akademię. Nie wiadomo, jaki był to obraz ani czy Goya ostatecznie go namalował, gdyż w czasie wizyty sędziego jeszcze nie zaczął pracy nad nim. Prawdopodobnie w wyniku tej wizyty powstał portret Ramóna Posady y Soto datowany na rok 1794.
Goya przedstawił sędziego w półpostaci, na ciemnym, szarozielonym tle. Światło skupia się na twarzy modela, podkreślając jego wydatny nos, grube brwi i inteligentne, czujne oczy. Ma na sobie ciemnozielony kaftan, jasną kamizelkę oraz białą koszulę z koronkami przy mankietach i kołnierzu. Siedzi wyprostowany, a dłonie trzyma schowane pod połami kaftana. Na jego piersi widnieje Order Karola III z biało-niebieską wstążką. Goya przedstawia go jako osobę inteligentną i pewną siebie. Według Elizabeth Du Gué Trapier wyraz twarzy Posady y Soto jest srogi i nieco odpychający, co sugeruje, że Goya nie czuł sympatii do swojego modela.
Malując strój Goya zastosował szybkie i energiczne pociągnięcia pędzlem i typowy czerwonawy podkład. W palecie barw dominują ciemne odcienie, które podkreślają jasną twarz modela. W prawym dolnym rogu znajduje się podpis: Goya. Podobną kompozycję w owalu mają portrety Sędzia Altamirano (1796–1797) i Martin Zapater (1797).

## Proweniencja
Obraz należał do kolekcji José Péreza Caballero w Madrycie. Dzięki donacji Fundacji Samuela H. Kressa stał się częścią zbiorów Fine Arts Museums of San Francisco.